# Flatruet

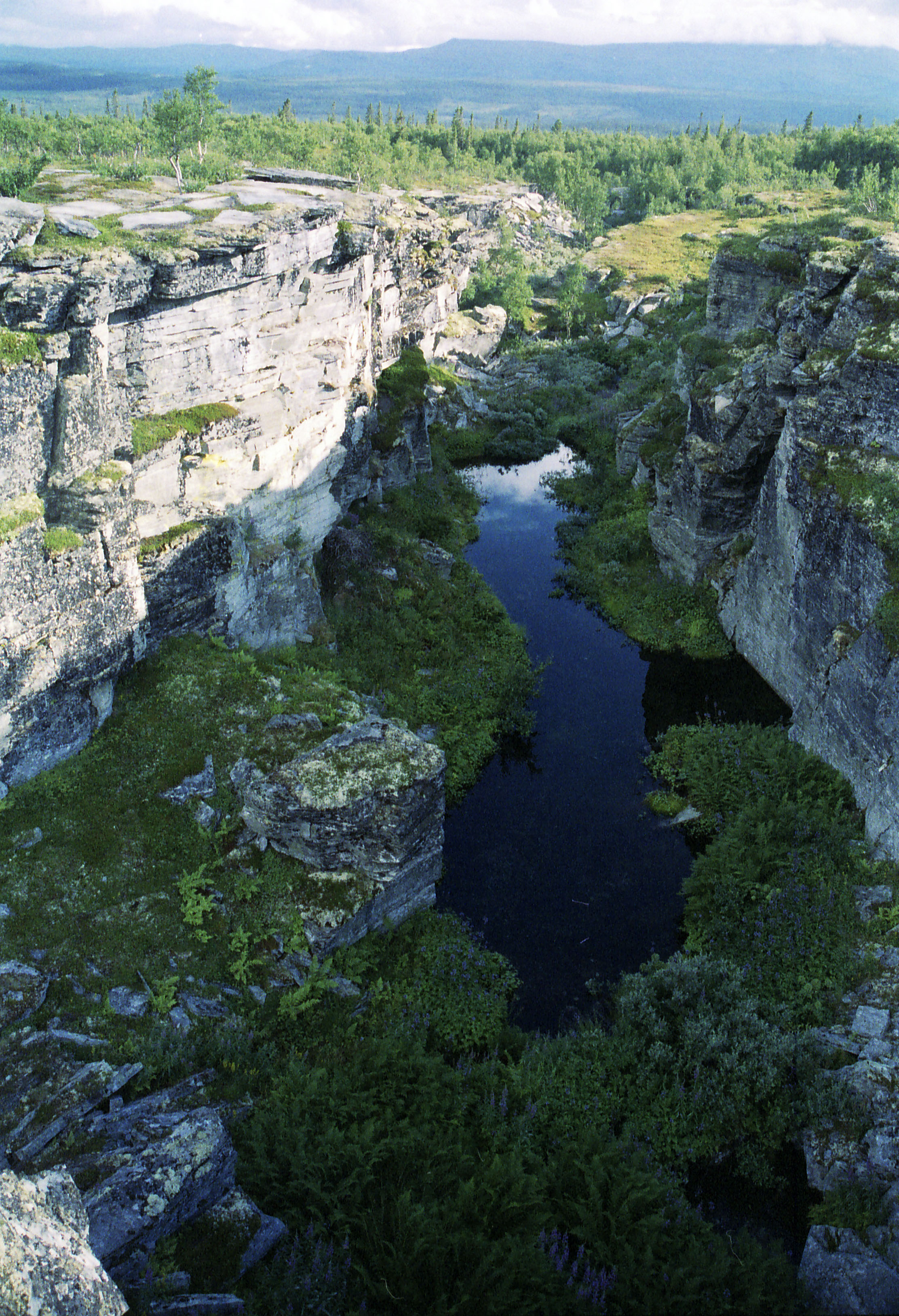
Fiskhålsgraven vid Ruändan.

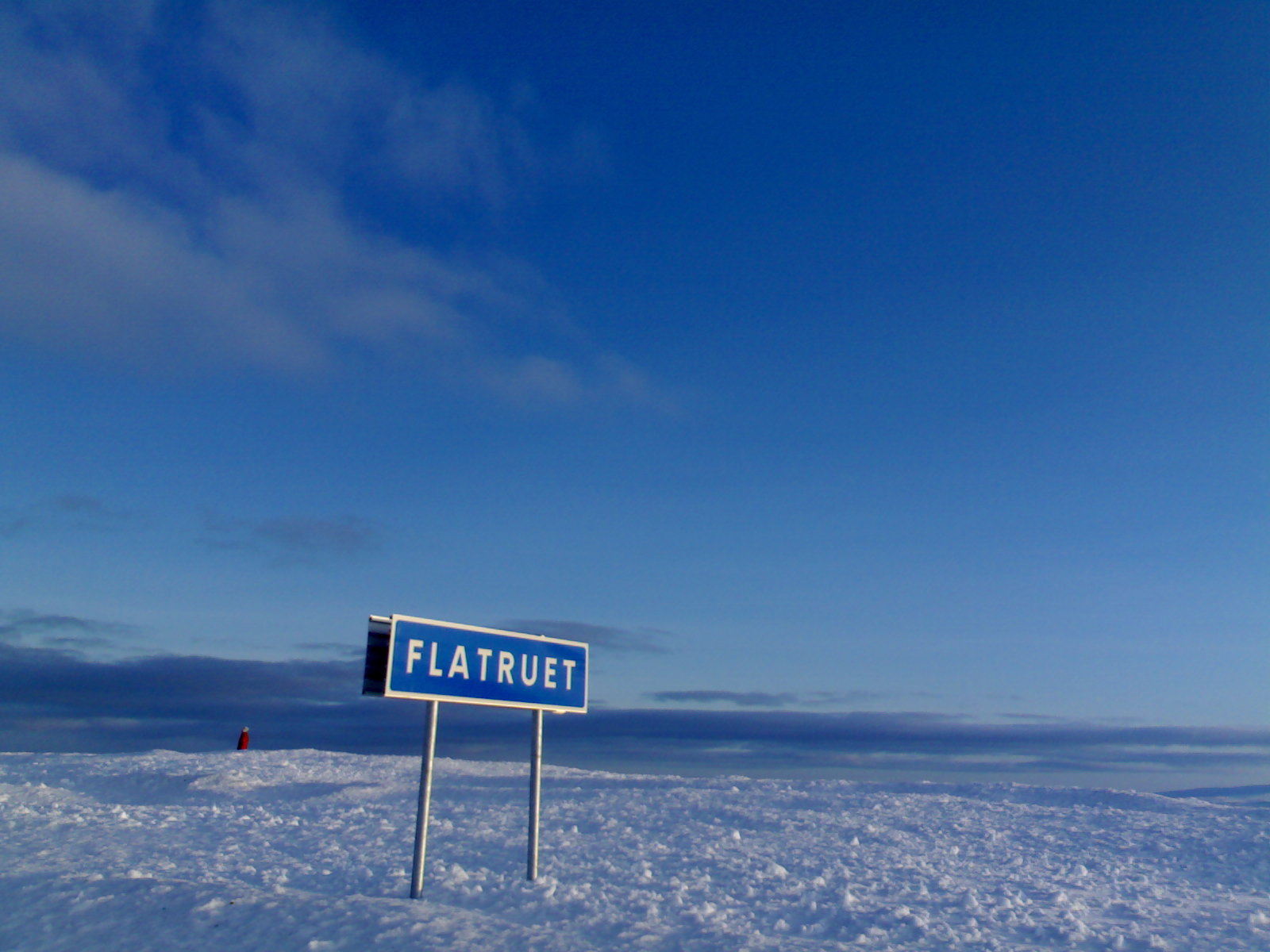
Vägskylt på Flatruet

Flatruet är ett lågfjäll i nordvästra Härjedalen, mellan Mittådalen i Härjedalens kommun och Ljungdalen i Bergs kommun. Fjället ligger i Storsjö socken.
Över Flatruet går Flatruetvägen, Sveriges högst belägna landsväg, som är stängd nattetid under vintern samt vid dåligt väder.
Mittådalens sameby har en renskiljningsplats nära vägen.

## Ruändan
Ruändan kallas den sydöstra delen av Flatruet.

### Hällmålningar
Ruändan är ett av Sveriges största områden med hällmålningar. Hällmålningarna vid Ruändan består av ett tjugotal figurer som föreställer människor, björn, älg och ren. Hällmålningarna rapporterades först 1896 och beräknas vara över 4000 år gamla. Ovanligt är att området inte befinner sig vid vattnet. Men för 13 000-16 000 år sedan, vid inlandsisens avsmältning, fanns ett antal issjöar i närheten. Österut från Ruändan befann sig Servissjön. Hällmålningarna i Särvsjön tros också ha legat vid kanten av den issjön.

### Evagraven (Evig- eller Evengraven)
Väster om hällmålningarna återfinns en kanjon. Den är 800 meter lång, 25 meter bred och 15 meter djup och bildades vid inlandsisens avsmältning. Den var ett av Ljunganissjöns avlopp. En sägen om platsen är att en fäbodtös från Ruvallens fäbodvall försvann under 1600-talet. En annan är att en samekvinna vid namn Eva omkom under en snöstorm. Hon hade ingen sikt och störtade med ett renspann och en ackja), utför ravinen.

### Fiskhålsgraven
Lite längre västerut finns det ytterligare en kanjon. Där lever det en fiskart som har anpassat sig till livet i det näringsfattiga vattnet. Det är en dvärgstam av röding (en decimeter lång) som tros ha överlevt i kanjonen i 7000 år.

## Bilder

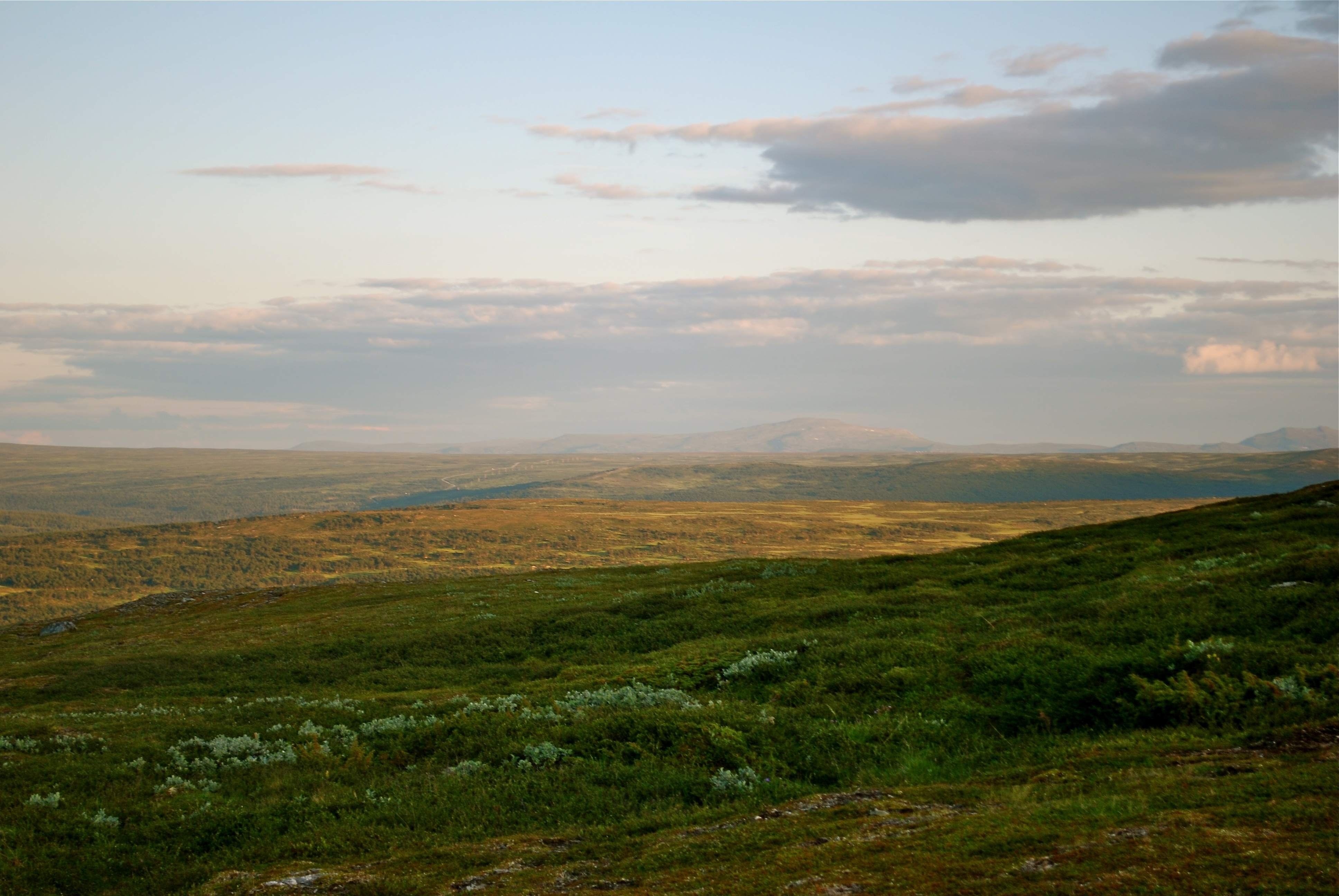
Flatruet sett från Torkilstöten.
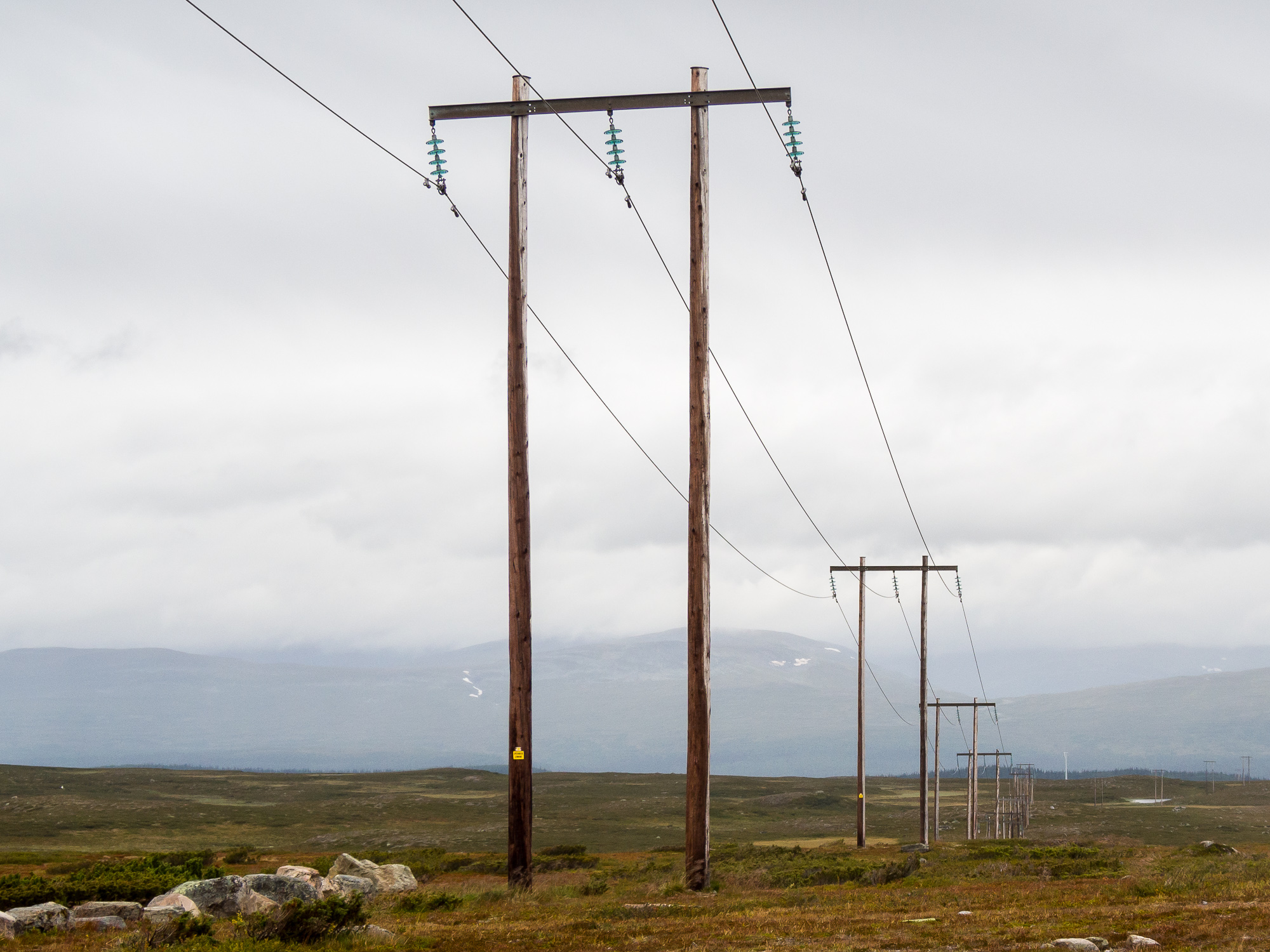
Flatruet, kraftledning mot Ljungdalen.
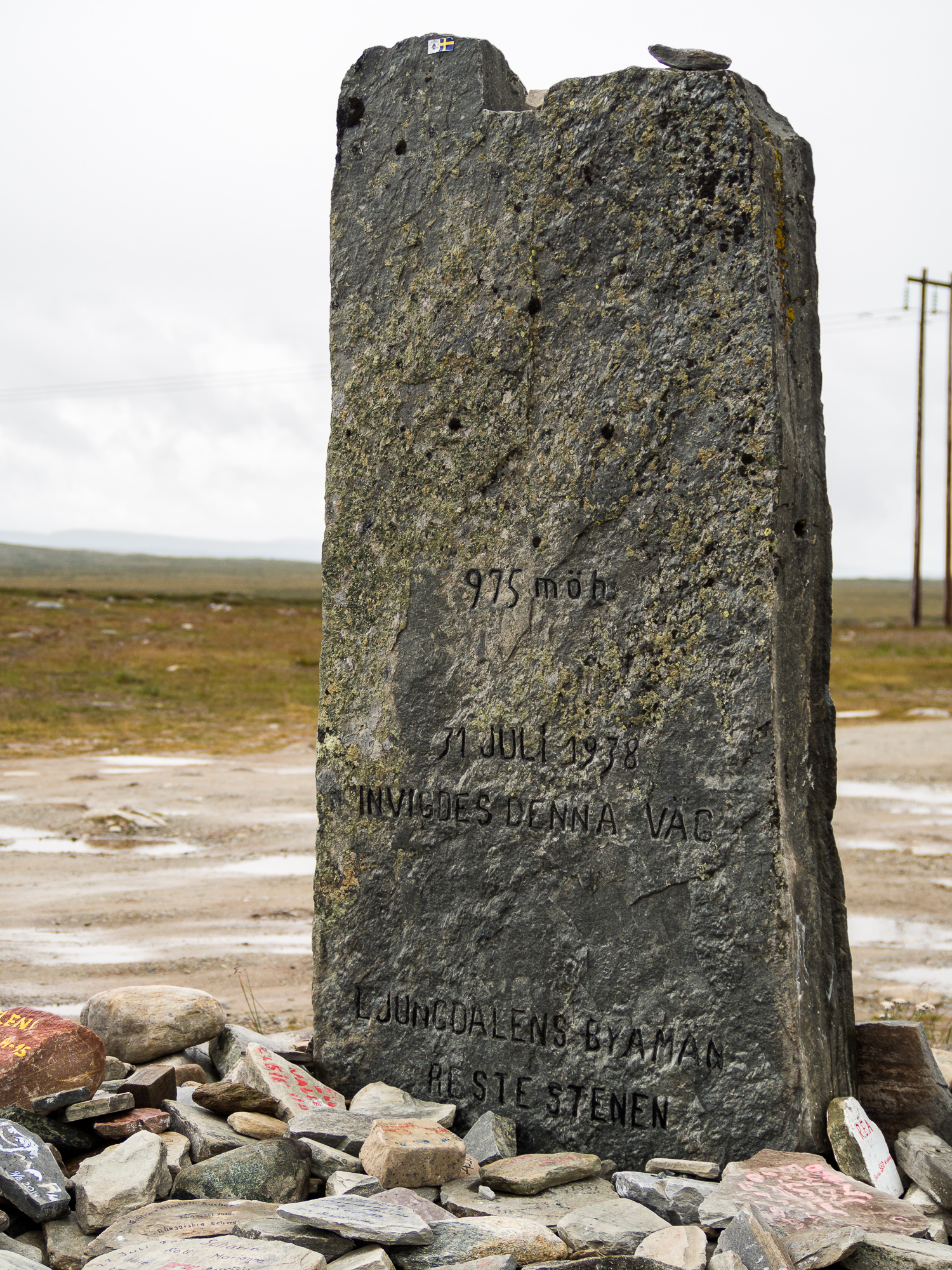
Flatruet, vägsten.
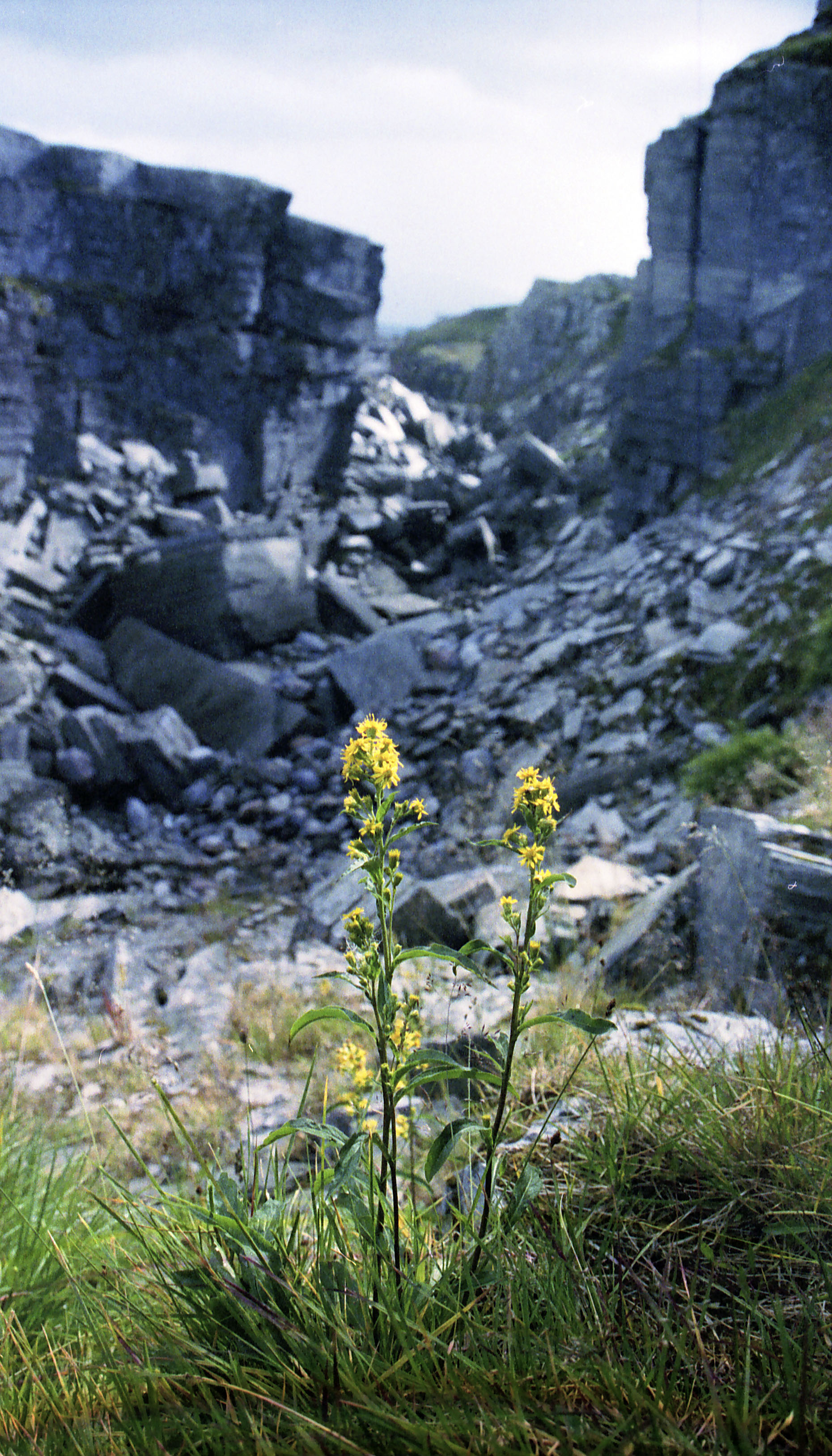
Evagraven vid Ruändan.